# Richard de Bienfaite
Richard de Bienfaite (avant 1035 – 1087/1090, dit aussi de Tonbridge ou de Clare ou encore Richard Fitz Gilbert, seigneur de Bienfaite et d'Orbec, puis lord de Clare et de Tonbridge, fut un important baron anglo-normand, qui suivit Guillaume de Normandie lors de la conquête de l'Angleterre en 1066, et l'un de ses conseillers, ce qui lui valut de nombreux domaines. Il est le primogéniteur de l'importante famille baronniale anglaise, galloise et irlandaise de Clare.

## Biographie
Richard de Bienfaite était le fils de Gilbert de Brionne († 1040), comte d'Eu et de Brionne. Son père est le tuteur du duc de Normandie Guillaume le Bâtard (plus tard le Conquérant) lors de sa tumultueuse minorité. Richard trouve refuge avec son frère Baudouin de Meules en Flandre quand son père est assassiné par les fils de Giroie en 1040. Le duc les rappelle, peu après son mariage vers 1050, et leur restaure leur héritage sur intervention de son beau-père Baudouin V, comte de Flandre. Richard reçoit Bienfaite et Orbec (Calvados).
Il fait partie des barons qui sont consultés sur l'opportunité de l'invasion de l'Angleterre au début de l'année 1066. Il n'y a néanmoins pas de preuves formelles de sa participation à la phase initiale de la conquête normande de l'Angleterre. Toutefois, il est présent dans les premières années du règne de Guillaume le Conquérant, et est un témoin récurrent de ses chartes.
Il reçoit 176 seigneuries principalement dans le Suffolk, et dans sept autres comtés. 95 d'entre elles, dans le Suffolk, forment l'honneur de Clare, un vaste domaine de terres d'un seul tenant, inhabituel pour l'époque. Dans le Kent et le Surrey, il détient un autre domaine important centré sur une place forte, la motte castrale de Tonbridge. En 1086, il apparaît dans le Domesday Book comme le neuvième baron le plus riche du royaume.
En 1075 éclate la révolte des comtes Ralph de Gaël, comte de Norfolk et Suffolk, et Roger de Breteuil, comte d'Hereford. Richard et Guillaume de Warenne, que le roi a établi comme régents (Joint Chief Justiciar) d'Angleterre, convoquent les rebelles à la cour. Ceux-ci ne daignant pas obéir aux ordres, ils lèvent l'armée d'Angleterre aidés des évêques Odon de Bayeux et Geoffroy de Montbray, et livrent aux rebelles un combat sanglant. Richard et Guillaume de Warenne bataillent contre Ralph de Gaël dans le Norfolk. Orderic Vital précise que les rebelles capturés ont le pied droit tranché afin de pouvoir être reconnus ultérieurement.
Il est un bienfaiteur de l'abbaye Notre-Dame du Bec comme son père qui avait aidé son chevalier Herluin à la fonder. Il la dote de nombreux domaines fonciers, fonde des prieurés dépendant d'elle et lui verse la dîme. Toute la famille Clare ainsi que certains de leurs vassaux contribuent à enrichir l'abbaye.
Sa date de décès n'est pas connue précisément, mais il n'est témoin d'aucune charte de Guillaume le Roux, couronné en 1087, et lors de la rébellion de 1088, ce sont ses fils Gilbert et Roger qui sont impliqués et tiennent Tonbridge contre le roi. Orderic Vital relate un rêve qu'un moine fait, ce qui permet de dater sa mort d'avant 1091. Il est donc possible qu'il soit entré dans un monastère durant les dernières années de sa vie.
Il est inhumé à St Neots (Cambridgeshire), dans le prieuré fondé par sa femme. Comme dans la plupart des familles de la première génération anglo-normande, son fils aîné Roger lui succède dans ses possessions de Normandie, et son cadet Gilbert lui succède en Angleterre.
Sa réputation posthume est très favorable. Robert de Torigny le décrit comme un « très vaillant soldat ». Orderic Vital le considère comme l'un des plus formidables laïcs de son époque, qui avait hérité du courage de ses ancêtres et excellait dans la justesse de son jugement et la sagesse de ses conseils.
Richard de Bienfaite fut le fondateur d'une famille baronniale très puissante d'Angleterre, dont les descendants furent comtes d'Hertford, de Pembroke et de Gloucester.

## Famille et descendance
Il épousa Rohaise († apr. 1113), fille de Gautier Ier Giffard, seigneur de Longueville, et d'Ermengarde, fille de Gérard Flaitel, et sœur de Guillaume, l'évêque d'Évreux. Le mariage est dit avoir été arrangé par le roi. Rohaise était la sœur de Walter Giffard, créé comte de Buckingham en 1097. Elle avait une dot comprenant des terres dans le Huntingdonshire et le Hertfordshire. Ils eurent dix enfants :
1. Roger († apr. 1131), seigneur de Bienfaite et d'Orbec. Il sauva la vie d'Henri Ier à la bataille de Brémule. Son neveu Gilbert lui succéda ;
2. Rohaise († 1121), épousa Eudes FitzHubert, sénéchal ;
3. Gilbert († v. 1117), lord de Clare et de Tonbridge, puis de Cardigan ;
4. Robert († 1137), lord de Little Dunmow (Essex), épousa Mathilde, fille de Simon Ier de Saint-Lis. Il reçoit d'Henri Ier les terres confisquées à Guillaume Baynard. Il est un sénéchal d'Étienne d'Angleterre au début de son règne ;
5. Gautier († 1138), reçoit d'Henri Ier la seigneurie de Netherwent (Galles du sud), épousa Isabelle, fille d'un certain Ralph de Tosny[note 3] ;
6. Havoise/Avice, épousa Raoul Ier de Fougères, un seigneur breton ;
7. Richard († 1107), moine à l'abbaye Notre-Dame du Bec, puis abbé d'Ely en Angleterre vers 1100. Déposé en 1102 puis réinstallé en 1107 ;
8. Adèlise († apr. 1125), épousa Gautier II Tirel, seigneur de Poix, qui tua accidentellement le roi Guillaume II le Roux ;

Et peut-être :
- une fille non nommée, qui épousa Raoul de Tillières, seigneur de Tillières ;
- une fille non nommée, qui épousa un certain Baudry.

## Sources
- Richard Mortimer, « Clare, Richard de (1030x35–1087x90) », dans Oxford Dictionary of National Biography, Oxford University Press, 2004. Accédé en novembre 2008.
- Orderic Vital, Histoire de la Normandie, Éd. Guizot, 1826.
- Biographie de Richard de Bienfaite dans le Dictionary of National Biography.
- Richard de Bienfaite sur Medieval Lands, biographie, généalogie.
- Richard de Bienfaite dans le Domesday Book